# Nightlight
Nightlight er et dansk goth metal-band som blev dannet i København 2005 af Martin Steene, der også er sanger i Iron Fire og tidligere har sunget for Force of Evil. Martin ønskede at skabe musik med HIM og Paradise Lost i hovedet og derved blev bandet midlertidigt navngivet Venom Kiss.
Efter at have erhvervet flere medlemmer til projektet, skiftede det navn til det nuværende Nightlight.
Bandet har siden været opvarmningsband for flere internationale bands som Leaves' Eyes, Type O Negative og The 69 Eyes. Det udgav i efteråret 2008 deres debutalbum, som senere i 2010 blev nomineret til Danish Metal Award for bedste debutalbum.

## Diskografi
- 2008: Funeral of Love